# Kamal (Kamal)
Kamal is een bestuurslaag in het regentschap Bangkalan van de provincie Oost-Java, Indonesië. Kamal telt 7539 inwoners (volkstelling 2010).